# Liste der Bodendenkmäler in Friedberg (Bayern)
Auf dieser Seite sind die Bodendenkmäler in der schwäbischen Stadt Friedberg zusammengestellt. Diese Tabelle ist eine Teilliste der Liste der Bodendenkmäler in Bayern. Grundlage ist die Bayerische Denkmalliste, die auf Basis des Bayerischen Denkmalschutzgesetzes vom 1. Oktober 1973 erstmals erstellt wurde und seither durch das Bayerische Landesamt für Denkmalpflege geführt wird. Die folgenden Angaben ersetzen nicht die rechtsverbindliche Auskunft der Denkmalschutzbehörde.

## Bodendenkmäler in Friedberg
| Lage                                               | Objekt | Akten-Nr.     | Bild                                                     |
| -------------------------------------------------- | --- | ------------- | -------------------------------------------------------- |
| (Standort)                                         | Siedlung der römischen Kaiserzeit. | D-7-7531-0025 |                                                          |
| (Standort)                                         | Straßentrasse vor- und frühgeschichtlicher oder mittelalterlicher Zeitstellung. | D-7-7531-0026 |                                                          |
| (Standort)                                         | Straßentrasse vor- und frühgeschichtlicher oder mittelalterlicher Zeitstellung. | D-7-7531-0028 |                                                          |
| (Standort)                                         | Siedlung der Urnenfelder-, Hallstatt- und Latènezeit; Grabhügel vorgeschichtlicher Zeitstellung; Siedlung, Straße und Gräber der römischen Kaiserzeit.                                                                                   | D-7-7531-0057 |                                                          |
| (Standort)                                         | Grabenwerk vor- und frühgeschichtlicher Zeitstellung, Siedlung der römischen Kaiserzeit. | D-7-7531-0169 |                                                          |
| (Standort)                                         | Siedlung vorgeschichtlicher Zeitstellung, Brandgräber der römischen Kaiserzeit. | D-7-7531-0174 |                                                          |
| (Standort)                                         | Siedlung der römischen Kaiserzeit. | D-7-7531-0213 |                                                          |
| (Standort)                                         | Altweg vor- und frühgeschichtlicher oder mittelalterlicher Zeitstellung. | D-7-7531-0256 |                                                          |
| Bürgermeister-Schlickenrieder-Straße 18 (Standort) | Mittelalterliche und frühneuzeitliche Befunde im Bereich der katholischen Pfarrkirche St. Sebastian in Derching. | D-7-7531-0259 | Mittelalterliche und frühneuzeitliche Befunde            |
| (Standort)                                         | Siedlung der römischen Kaiserzeit. | D-7-7531-0265 |                                                          |
| (Standort)                                         | Siedlung der römischen Kaiserzeit. | D-7-7531-0291 |                                                          |
| (Standort)                                         | Siedlung der römischen Kaiserzeit. | D-7-7531-0297 |                                                          |
| (Standort)                                         | Grabhügel vorgeschichtlicher Zeitstellung. | D-7-7532-0041 |                                                          |
| (Standort)                                         | Altwege vor- und frühgeschichtlicher oder mittelalterlicher Zeitstellung. | D-7-7631-0001 |                                                          |
| (Standort)                                         | Töpferei und Ziegelei der späten römischen Kaiserzeit. | D-7-7631-0002 |                                                          |
| (Standort)                                         | Straßentrassen und Straßenstation der römischen Kaiserzeit. | D-7-7631-0003 |                                                          |
| (Standort)                                         | Grabenwerk vor- und frühgeschichtlicher Zeitstellung. | D-7-7631-0004 |                                                          |
| (Standort)                                         | Straßentrasse vor- und frühgeschichtlicher oder mittelalterlicher Zeitstellung. | D-7-7631-0005 |                                                          |
| (Standort)                                         | Straßentrasse der römischen Kaiserzeit. | D-7-7631-0006 |                                                          |
| (Standort)                                         | Straßentrasse vor- und frühgeschichtlicher oder mittelalterlicher Zeitstellung. | D-7-7631-0007 |                                                          |
| (Standort)                                         | Siedlung vor- und frühgeschichtlicher Zeitstellung | D-7-7631-0012 |                                                          |
| (Standort)                                         | Verebnete Grabhügel der Hallstattzeit, Grabenwerk vor- und frühgeschichtlicher Zeitstellung. | D-7-7631-0015 |                                                          |
| (Standort)                                         | Verebnete Grabhügel vorgeschichtlicher Zeitstellung. | D-7-7631-0018 |                                                          |
| (Standort)                                         | Kastell der römischen Kaiserzeit (Römische Kastelle bei Friedberg). | D-7-7631-0020 |                                                          |
| (Standort)                                         | Siedlung vor- und frühgeschichtlicher Zeitstellung. | D-7-7631-0021 |                                                          |
| (Standort)                                         | Römisches Kastell (Römische Kastelle bei Friedberg). | D-7-7631-0022 |                                                          |
| (Standort)                                         | Siedlung vor- und frühgeschichtlicher Zeitstellung. | D-7-7631-0023 |                                                          |
| (Standort)                                         | Siedlung vor- und frühgeschichtlicher Zeitstellung. | D-7-7631-0024 |                                                          |
| Afrastraße 142 (Standort)                          | Wallgrabenanlage vor- und frühgeschichtlicher Zeitstellung, wüstgefallene Siedlung des Mittelalters sowie mittelalterliche und frühneuzeitliche Befunde im Bereich der katholischen Wallfahrtskirche St. Afra und ihrer Vorgängerbauten. | D-7-7631-0025 | weitere Bilder                                           |
| (Standort)                                         | Grabhügel der Hallstattzeit. | D-7-7631-0026 |                                                          |
| (Standort)                                         | Straßentrassen vor- und frühgeschichtlicher oder mittelalterlicher Zeitstellung. | D-7-7631-0027 |                                                          |
| (Standort)                                         | Wegtrasse vor- und frühgeschichtlicher oder mittelalterlicher Zeitstellung. | D-7-7631-0033 |                                                          |
| (Standort)                                         | Siedlung des Neolithikums. | D-7-7631-0038 |                                                          |
| (Standort)                                         | Siedlung der Bronzezeit, der Latènezeit und der römischen Kaiserzeit. | D-7-7631-0039 |                                                          |
| (Standort)                                         | Freilandstation des Mesolithikums, Siedlung des Neolithikums, der Bronze- und Latènezeit, römische Villa rustica, Siedlung des frühen Mittelalters.                                                                                      | D-7-7631-0041 |                                                          |
| (Standort)                                         | Siedlung vorgeschichtlicher Zeitstellung, der Latènezeit und der römischen Kaiserzeit. | D-7-7631-0042 |                                                          |
| (Standort)                                         | Siedlung vorgeschichtlicher Zeitstellung. | D-7-7631-0043 |                                                          |
| (Standort)                                         | Siedlung der römischen Kaiserzeit, Körpergräber vor- und frühgeschichtlicher Zeitstellung. | D-7-7631-0071 |                                                          |
| (Standort)                                         | Siedlung des Neolithikums, der Bronze-, Urnenfelder- und Latènezeit sowie der römischen Kaiserzeit und des Mittelalters. | D-7-7631-0072 |                                                          |
| (Standort)                                         | Siedlung des Neolithikums sowie der römischen Kaiserzeit. | D-7-7631-0074 |                                                          |
| (Standort)                                         | Körpergräber der späten römischen Kaiserzeit. | D-7-7631-0076 |                                                          |
| (Standort)                                         | Brandgräber und Siedlung der römischen Kaiserzeit. | D-7-7631-0077 |                                                          |
| Schloßstraße 21 (Standort)                         | Siedlung der Urnenfelderzeit sowie mittelalterliche und frühneuzeitliche Befunde im Bereich des Schlosses Friedberg, darunter Gräber des späten Mittelalters.                                                                            | D-7-7631-0079 | weitere Bilder                                           |
| (Standort)                                         | Reihengräber des Frühmittelalters. | D-7-7631-0081 |                                                          |
| Gemarkung Derching (Standort)                      | Römische Villa Suburbana (Vorstadtvilla), Reihengräber und Siedlung des Frühmittelalters, Brandgräber der Urnenfelderzeit. | D-7-7631-0084 |                                                          |
| (Standort)                                         | Siedlung des Neolithikums, der Bronze- und der römischen Kaiserzeit sowie des Frühmittelalters. | D-7-7631-0089 |                                                          |
| (Standort)                                         | Straße der römischen Kaiserzeit. | D-7-7631-0090 |                                                          |
| (Standort)                                         | Straße der römischen Kaiserzeit. | D-7-7631-0092 |                                                          |
| (Standort)                                         | Körpergräber der mittleren Latènezeit, Brandgräber der römischen Kaiserzeit. | D-7-7631-0093 |                                                          |
| (Standort)                                         | Freilandstation des Mesolithikums. | D-7-7631-0107 |                                                          |
| (Standort)                                         | Töpferei der späten römischen Kaiserzeit. | D-7-7631-0118 |                                                          |
| (Standort)                                         | Verebnete Grabhügel vorgeschichtlicher Zeitstellung. | D-7-7631-0124 |                                                          |
| (Standort)                                         | Siedlung vor- und frühgeschichtlicher Zeitstellung. | D-7-7631-0125 |                                                          |
| (Standort)                                         | Siedlung vor- und frühgeschichtlicher Zeitstellung. | D-7-7631-0127 |                                                          |
| (Standort)                                         | Straßentrasse der römischen Kaiserzeit. | D-7-7631-0128 |                                                          |
| (Standort)                                         | Straßentrasse vor- und frühgeschichtlicher oder mittelalterlicher Zeitstellung. | D-7-7631-0129 |                                                          |
| (Standort)                                         | Straßentrasse vor- und frühgeschichtlicher oder mittelalterlicher Zeitstellung. | D-7-7631-0130 |                                                          |
| (Standort)                                         | Straßentrasse vor- und frühgeschichtlicher oder mittelalterlicher Zeitstellung. | D-7-7631-0131 |                                                          |
| (Standort)                                         | Siedlung und Gräber der Urnenfelder- und der Hallstattzeit, Brandgrab der römischen Kaiserzeit. | D-7-7631-0132 |                                                          |
| (Standort)                                         | Siedlung der römischen Kaiserzeit. | D-7-7631-0365 |                                                          |
| (Standort)                                         | Siedlung des Mittelalters und der Neuzeit. | D-7-7631-0377 |                                                          |
| (Standort)                                         | Siedlung der römischen Kaiserzeit, des Mittelalters. | D-7-7631-0388 |                                                          |
| (Standort)                                         | Siedlung vorgeschichtlicher Zeitstellung, der römischen Kaiserzeit und des Mittelalters. | D-7-7631-0390 |                                                          |
| (Standort)                                         | Siedlung der Urnenfelder- und Hallstattzeit, Villa rustica der römischen Kaiserzeit, Siedlung des frühen und hohen Mittelalters. | D-7-7631-0545 |                                                          |
| (Standort)                                         | Mittelalterliche und frühneuzeitliche Befunde im Bereich der Altstadt von Friedberg. | D-7-7631-0557 |                                                          |
| (Standort)                                         | Mittelalterliche und frühneuzeitliche Stadtbefestigung von Friedberg. | D-7-7631-0559 |                                                          |
| St.-Jakobs-Platz 1 (Standort)                      | Mittelalterliche und frühneuzeitliche Befunde im Bereich der katholischen Stadtpfarrkirche St. Jakobus der Ältere in Friedberg. | D-7-7631-0561 | weitere Bilder                                           |
| Herrgottsruhstraße 31; 29 (Standort)               | Mittelalterliche und frühneuzeitliche Befunde im Bereich der katholischen Wallfahrtskirche Unseres Herren Ruhe (Herrgottsruh) und ihrer Vorgängerbauten.                                                                                 | D-7-7631-0562 | weitere Bilder                                           |
| Stefanstraße 22 (Standort)                         | Mittelalterliche und frühneuzeitliche Befunde im Bereich der katholischen Kirche St. Stephan, frühneuzeitlicher Pest- und Leprosenfriedhof.                                                                                              | D-7-7631-0563 | Mittelalterliche und frühneuzeitliche Befunde            |
| Pfarrer-Bezler-Straße 14 (Standort)                | Mittelalterliche und frühneuzeitliche Befunde im Bereich der katholischen Pfarrkirche St. Georg in Stätzling. | D-7-7631-0566 | weitere Bilder                                           |
| Kirchstraße 1 (Standort)                           | Mittelalterliche und frühneuzeitliche Befunde im Bereich der katholischen Filial- und Wallfahrtskirche Maria Schnee in Wulfertshausen.                                                                                                   | D-7-7631-0568 | weitere Bilder                                           |
| St.-Stefan-Straße 45 (Standort)                    | Mittelalterliche und frühneuzeitliche Befunde im Bereich der katholischen Pfarrkirche St. Peter und Paul in Haberskirch. | D-7-7631-0590 | weitere Bilder                                           |
| (Standort)                                         | Gräber der Frühbronzezeit. | D-7-7631-0591 |                                                          |
| (Standort)                                         | Grabhügel der Hallstattzeit. | D-7-7632-0004 |                                                          |
| (Standort)                                         | Altweg vor- und frühgeschichtlicher oder mittelalterlicher Zeitstellung. | D-7-7632-0005 |                                                          |
| (Standort)                                         | Töpferei und Ziegelei der späten römischen Kaiserzeit. | D-7-7632-0009 |                                                          |
| (Standort)                                         | Befestigung des Mittelalters. | D-7-7632-0025 |                                                          |
| (Standort)                                         | Grabhügel vorgeschichtlicher Zeitstellung. | D-7-7632-0030 |                                                          |
| (Standort)                                         | Viereckschanze der jüngeren Latènezeit. | D-7-7632-0031 |                                                          |
| (Standort)                                         | Mittelalterlicher Burgstall (Burgstall Bachern). | D-7-7632-0032 | weitere Bilder                                           |
| (Standort)                                         | Grabhügel vorgeschichtlicher Zeitstellung. | D-7-7632-0034 |                                                          |
| (Standort)                                         | Grabhügel vorgeschichtlicher Zeitstellung. | D-7-7632-0037 |                                                          |
| (Standort)                                         | Abschnittsbefestigung vor- und frühgeschichtlicher Zeitstellung (Abschnittsbefestigung Rederzhausen). | D-7-7632-0044 |                                                          |
| (Standort)                                         | Siedlung der Bronzezeit. | D-7-7632-0045 |                                                          |
| (Standort)                                         | Grabhügel der Hallstattzeit | D-7-7632-0051 |                                                          |
| (Standort)                                         | Grabhügel der Hallstattzeit | D-7-7632-0052 |                                                          |
| (Standort)                                         | Straßentrasse vor- und frühgeschichtlicher oder mittelalterlicher Zeitstellung. | D-7-7632-0056 |                                                          |
| (Standort)                                         | Grabhügel der Hallstattzeit. | D-7-7632-0058 |                                                          |
| (Standort)                                         | Kreisgraben vor- und frühgeschichtlicher Zeitstellung. | D-7-7632-0059 |                                                          |
| (Standort)                                         | Grabenwerk vor- und frühgeschichtlicher Zeitstellung. | D-7-7632-0060 |                                                          |
| (Standort)                                         | Straße der römischen Kaiserzeit. | D-7-7632-0064 |                                                          |
| (Standort)                                         | Siedlung der Frühlatènezeit und des Mittelalters, Reihengräber des Frühmittelalters. | D-7-7632-0066 |                                                          |
| (Standort)                                         | Frühmittelalterliches Reihengräberfeld | D-7-7632-0067 |                                                          |
| (Standort)                                         | Siedlung der Bronzezeit, der Latènezeit und der römischen Kaiserzeit. | D-7-7632-0071 |                                                          |
| (Standort)                                         | Grabhügel vorgeschichtlicher Zeitstellung. | D-7-7632-0078 |                                                          |
| (Standort)                                         | Siedlung des Frühmittelalters sowie mittelalterliche und frühneuzeitliche Befunde im Bereich der katholischen Filialkirche St. Georg in Rettenberg.                                                                                      | D-7-7632-0097 | weitere Bilder                                           |
| (Standort)                                         | Siedlung der Bronze- oder Urnenfelderzeit. | D-7-7632-0098 |                                                          |
| (Standort)                                         | Siedlung der jüngeren Latènezeit. | D-7-7632-0104 |                                                          |
| Bergstraße 17 (Standort)                           | Mittelalterliche und frühneuzeitliche Befunde im Bereich der ehemaligen katholischen Pfarrkirche St. Georg (heute Friedhofskapelle) in Bachern.                                                                                          | D-7-7632-0167 | Mittelalterliche und frühneuzeitliche Befunde            |
| (Standort)                                         | Frühneuzeitliches Schloss. | D-7-7632-0168 |                                                          |
| St.-Michaels-Platz 9 (Standort)                    | Mittelalterliche und frühneuzeitliche Befunde im Bereich der katholischen Pfarrkirche St. Michael in Ottmaring und ihres befestigten Kirchhofs.                                                                                          | D-7-7632-0170 | weitere Bilder                                           |
| Nikolausweg 2 (Standort)                           | Mittelalterliche und frühneuzeitliche Befunde im Bereich der katholischen Filialkirche St. Nikolaus in Hügelshart. | D-7-7632-0173 | Mittelalterliche und frühneuzeitliche Befunde im Bereich |
| St.-Johannes-Straße 3 (Standort)                   | Mittelalterliche und frühneuzeitliche Befunde im Bereich der katholischen Pfarrkirche St. Johannes in Paar und ihrer Vorgängerbauten. | D-7-7632-0175 | weitere Bilder                                           |
| Altdorfstraße 22 (Standort)                        | Mittelalterliche und frühneuzeitliche Befunde im Bereich der katholischen Filialkirche St. Thomas in Rederzhausen. | D-7-7632-0179 | weitere Bilder                                           |
| (Standort)                                         | Mittelalterlicher Burgstall, frühneuzeitliches Schloss. | D-7-7632-0180 |                                                          |
| Aretinstraße 15 (Standort)                         | Mittelalterliche und frühneuzeitliche Befunde im Bereich der katholischen Filialkirche St. Laurentius in Rinnenthal. | D-7-7632-0181 | Mittelalterliche und frühneuzeitliche Befunde            |
| Dorfstraße 1 a (Standort)                          | Mittelalterliche und frühneuzeitliche Befunde im Bereich der katholischen Filialkirche St. Maria Magdalena in Rohrbach und ihres ummauerten Kirchhofs.                                                                                   | D-7-7632-0184 | weitere Bilder                                           |
| Hochglasbreiten 2 (Standort)                       | Mittelalterliche und frühneuzeitliche Befunde im Bereich der katholischen Pfarrkirche St. Stephan in Wiffertshausen. | D-7-7632-0186 | weitere Bilder                                           |
| (Standort)                                         | Grabhügel vorgeschichtlicher Zeitstellung. | D-7-7632-0187 |                                                          |
| (Standort)                                         | Straße der römischen Kaiserzeit. | D-7-7632-0198 |                                                          |